# Emilio Pucci

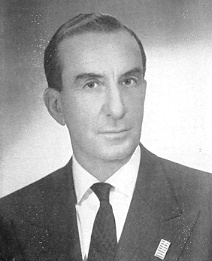
Emilio Pucci

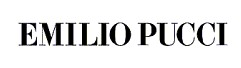
Logo von Emilio Pucci

Marchese Emilio Pucci di Barsento, Marchese di Barsento, (* 20. November 1914 in Neapel; † 29. November 1992 in Florenz) war ein italienischer Modedesigner. 

## Karriere
Emilio Pucci stammte aus einer alten Florentiner Familie. Er studierte sowohl in Italien (Universität Mailand) als auch in den USA: Landwirtschaft an der University of Georgia in Athens und Sozialwissenschaft an Reed College in Oregon mit dem Master-Abschluss 1937. Er war 1934 ein Mitglied der olympischen Skimannschaft aus Italien. 1937 gewann er ein Ski-Stipendium des Reed College in Oregon. Seine ersten Modeentwürfe waren Teamuniformen für die Skimannschaft des Colleges. 1939 machte er seinen Abschluss. 1941 erhielt er seinen Laurea-Abschluss an der Universität Florenz in Politikwissenschaften. Im Zweiten Weltkrieg war er in der italienischen Luftwaffe  Flieger eines Torpedobombers im Rang eines Hauptmanns.

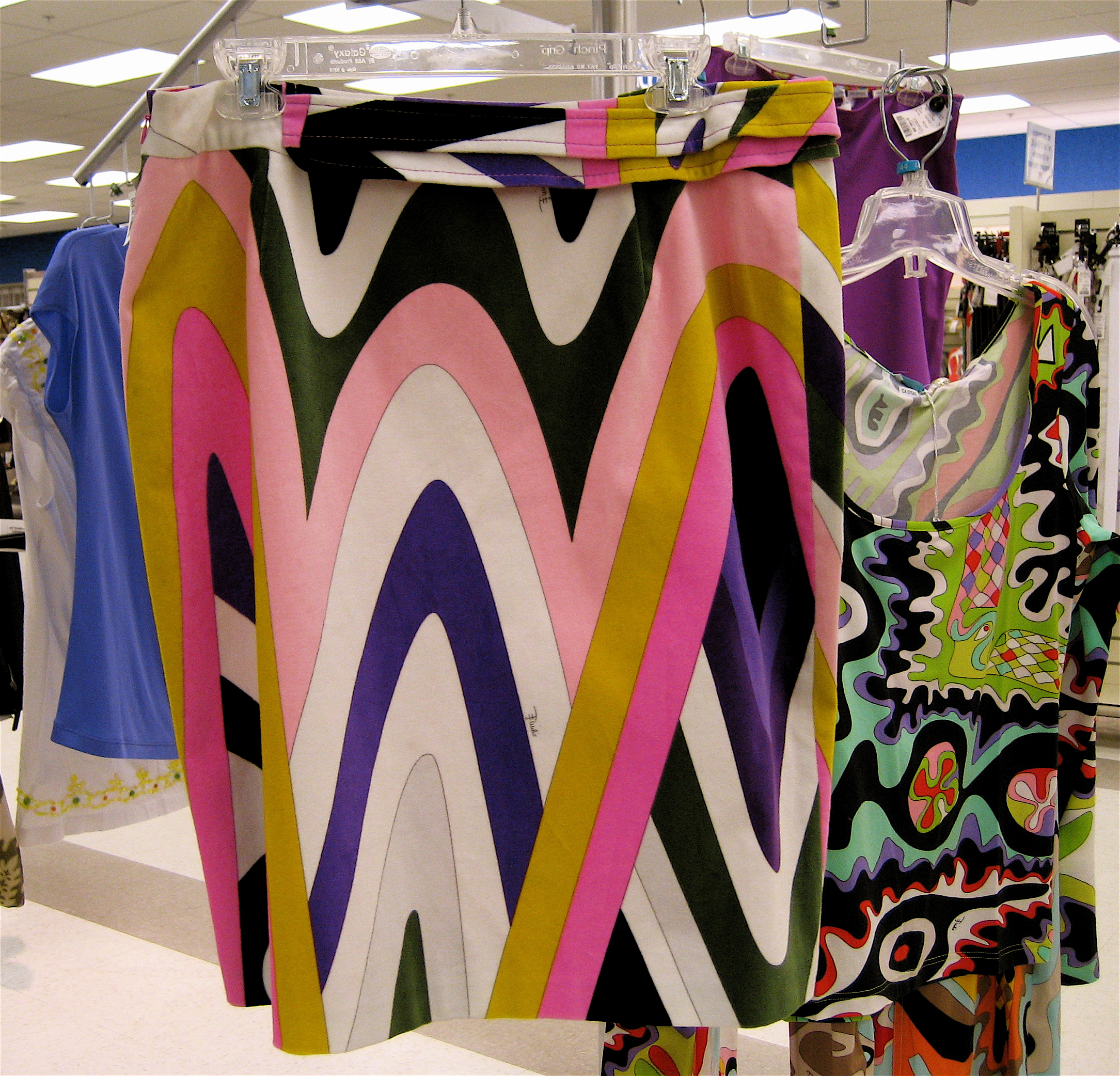
Pucci-Kleid

Graf Pucci war eng befreundet mit Edda Ciano, der Tochter Mussolinis und Gattin des italienischen Außenministers Galeazzo Ciano. Zusammen mit „Felizitas“ Beetz war er 1944 maßgeblich an der Rettung der Familie Cianos einschließlich seiner historisch wichtigen Tagebücher in die Schweiz beteiligt.
1947 brachte es von ihm für eine Freundin entworfene Skimode in die Zeitschrift Harpers Bazaar und Pucci gründete in Canzone del Mare auf Capri, einem Treffpunkt des Jet-Sets, eine Mode-Boutique, in der er auch stets selbst die Kunden bediente. Er verwendete anfangs aus Rücksicht auf seine adlige Familie nur den Namen Emilio für sein Modehaus (neben Capri hatte er Boutiquen in Rom, Florenz, Montecatini, Elba). Pucci hatte großen Erfolg mit farbenfroher, luftiger mediterraner Mode. Stars wie Sophia Loren, Grace Kelly, Marilyn Monroe und Jacqueline Kennedy trugen seine Entwürfe. In den 1960er Jahren machte seine futuristische Mode für die Stewardessen von Braniff International Airways von sich Reden. Er entwarf das Logo für die Apollo 15 Mission.

## Weitere Entwicklung seines Unternehmens
Seit 1985 arbeitet seine Tochter, Marchesa Laudomia Pucci, im Unternehmen, das sie seit Puccis Tod im Jahre 1992 bis 2021 führte. Sie verkaufte 2000 knapp 70 Prozent des Unternehmens an den französischen Luxusgüterkonzern LVMH. Von 2002 bis 2005 verantwortete der Franzose Christian Lacroix das  Design. Von 2005 bis Ende 2008 war der Engländer Matthew Williamson Kreativchef der Marke Emilio Pucci. Ab Oktober 2008 war der norwegische Designer Peter Dundas Creative Director im Hause Pucci.
In den 2010er Jahren geriet das Unternehmen in Schwierigkeiten. Es fuhr einen Schlingerkurs in Bezug auf den Stil, und die Chef-Designer wechselten in rascher Folge, darunter renommierte Personen wie Christian Lacroix und Massimo Giorgetti. Nach der vollständigen Übernahme des Unternehmens durch LVMH im Jahr 2021 wurde Laudomia Pucci von der Führung des Unternehmens entbunden. Der neue geschäftsführende Direktor Sidney Toledano stellte die Modedesignerin Camille Miceli als neue künstlerische Leiterin ein.